# Musterung

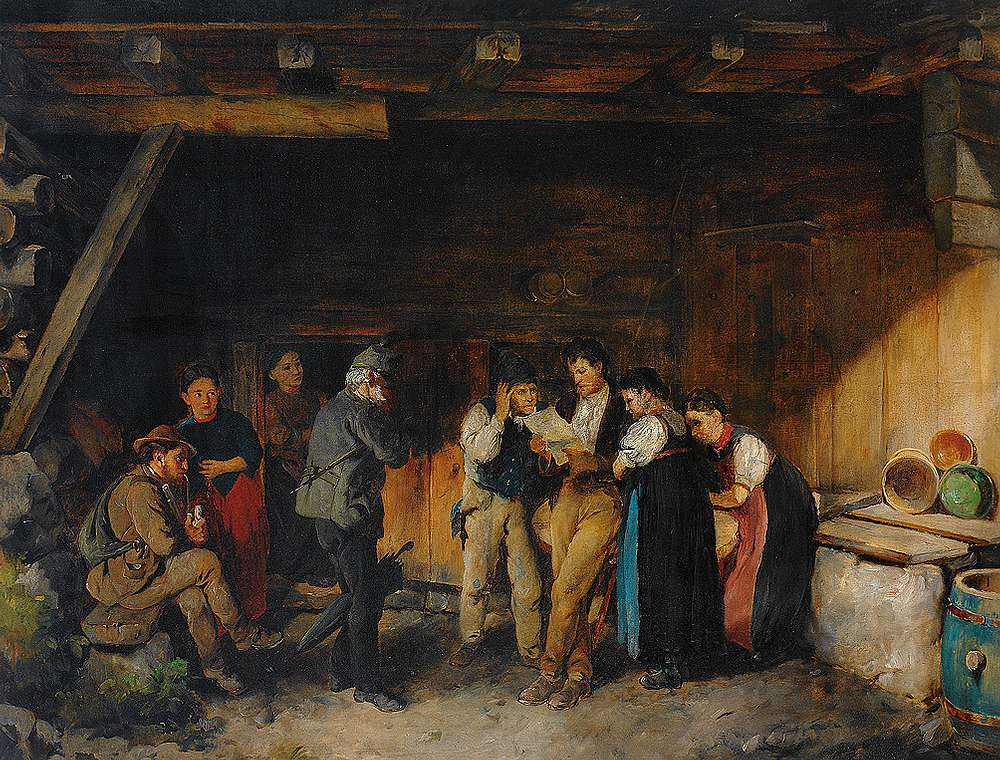
„Der Stellungsbefehl“ (Gemälde aus dem 19. Jahrhundert)

Die Musterung (in Deutschland), Stellung (in Österreich) oder Rekrutierung (in der Schweiz) ist eine Untersuchung der körperlichen und geistigen Eignung eines Menschen für den Wehrdienst.
Der Begriff wurde in dieser Bedeutung zuerst bei der Anwerbung der Landsknechte und Söldner im 15. und 16. Jahrhundert verwendet. Auch bei der Aushebung von Untertanen zur Landesverteidigung gab es Musterungen.

## Geschichte

Elf junge Männer nach ihrer Musterung am 24. November 1915 mit den damals üblichen Accessoires nach einer Musterung: Blumen und Schärpen

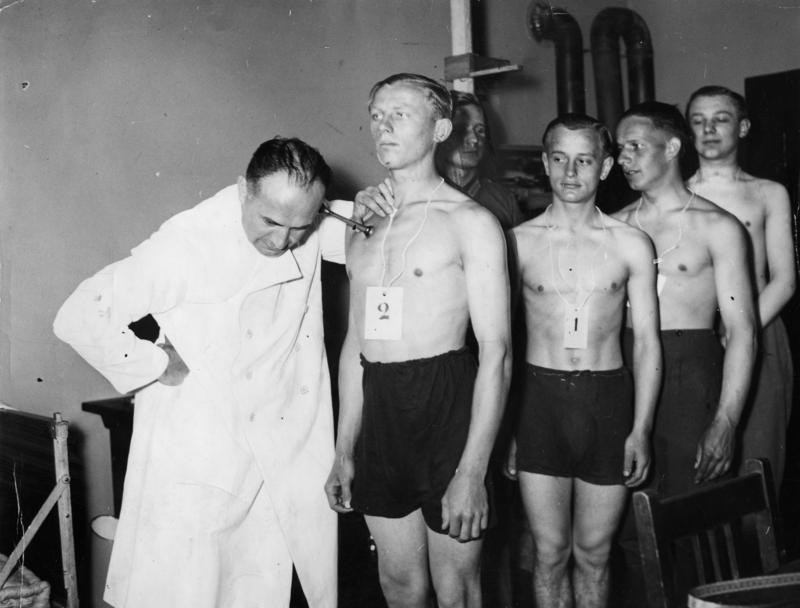
Musterung für die Wehrmacht (1935)

Musterungen gibt es nicht erst seit der Einführung der gesetzlichen Wehrpflicht zu Beginn des 19. Jahrhunderts. Schon bei der Aushebung der Legionen in der Römischen Republik wurden die römischen Besitzbürger im wehrfähigen Alter bei einer Versammlung auf dem Kapitol von speziell ernannten Tribunen gemustert, die sich der Reihe nach die am besten geeigneten Männer für ihre Legionen aussuchten.
Der Begriff Musterung (von lat. monstrare, „zeigen“) findet sich im Zusammenhang mit der Truppenwerbung zuerst in der 2. Hälfte des 15. Jahrhunderts. Der Werbeherr kontrollierte dabei am Musterplatz, ob die für den Feldzug Angeworbenen auch tatsächlich die geforderten Waffen mit sich führten. Gleichzeitig führte er seinem Auftraggeber vor, dass er seinen Teil des Werbevertrags erfüllt hatte und nun die Bezahlung fordern konnte. Auch von den Landesherren und Reichsständen wurden Musterungen durchgeführt, um einen annähernden Überblick über die zahlenmäßige Stärke und den Ausrüstungsstand der nach Lehnsrecht und Landfolge dienstpflichtigen Adligen, Bürger und Bauern zu erlangen. Im 18. Jahrhundert musterten die Militärbehörden ihre Truppen in regelmäßigen Abständen, um ihren Zustand zu überprüfen.
Kreissekretär Keller schilderte die Musterung der Reiterei am 17. August 1674 bei Ulm wie folgt:

„Zunächst bestellte man zwei Musterungskommissare für die Durchsicht der Pferde und Gewehre, nämlich von katholischer Seite den Rittmeister der Augsburger Kompanie Johann Friedrich Lütz, von evangelischer Seite den Regimentsquartiermeister Simon Brandstätter. Dann setzten sich der Regiments-Kommandant, Obrist Prinz Friedrich Karl von Württemberg, oben an eine lange Tafel, der Kriegskommissar Schmalkalder in die Mitte zur Formierung der Musterrollen und der Kreissekretär mit dem Kreisprotokoll unten hin. Die Gesandten der Kreisausschreibenden Fürsten und die übrigen anwesenden Kreistagsgesandten nahmen teils sitzend, teils stehend an der Musterung teil. Die beiden Musterungskommissare gaben die festgestellten Mängel an, die der Kreiskriegskommissar notierte. Nach Beendigung der Musterung fand am 25. August 1674 die feierliche Vereidigung statt. Reiterei und Fußvolk wurden zu diesem Zweck ‚in Bataille‘ gestellt, der Direktorialgesandte hielt eine Ansprache über ihren Auftrag und ihre Pflichten und der Kreissekretär verlas den Artikelbrief. Daraufhin ergriff der Direktorialgesandte nochmals das Wort und sprach die Eidesformel vor. Nach der Vereidigung fand ein Vorbeimarsch statt, die Truppe rangierte sich dann wieder in Schlachtordnung und eine dreifache Gewehrsalve sowie das ‚Lösen‘ der vier Regimentsstücke beschloss die Generalmusterung.“

Im Blick auf die Türkengefahr wurde in Preußen ein dreigeteilter Ausschuss gebildet, wobei ein Drittel – die „geradesten, stärksten, tugendhaftesten und frömmsten“ jungen Männer – für ein stehendes Heer ausgewählt wurden, der Rest für die Reserve. Diese Musterungen erfolgten unter der Aufsicht von Musterherren oder Kommissaren und wurden regelmäßig und nach genaueren Maßstäben durchgeführt. Nach dem damals herrschenden Kantonsystem war mit dem Geburts- und Aufenthaltsort – und damit dem Aushebungsort – schon die Verbindung zu dem zum Kanton gehörenden Regiment hergestellt. Erst als Folge der Ersetzung des Kantonalsystems durch die Einrichtung von Rekrutierungsbezirken im 19. Jahrhundert (Baden 1832) wurde die Musterung von der Verwendung des gemusterten Soldaten abgekoppelt.
Im Dritten Reich erfolgte die Musterung durch die Wehrbezirke im Einvernehmen mit den gleichgeordneten Kreispolizeibehörden. In der DDR wurden die Wehrpflichtigen in wenigen Wochen im Frühjahr durch die Wehrkreiskommandos gemustert; zusätzliche Aufgabe der Musterung war die „weitere Vorbereitung der Bürger auf die Wahrnehmung ihres verfassungsmäßig garantierten Rechtes sowie die ehrenvolle Erfüllung ihrer staatsbürgerlichen Pflicht, Wehrdienst zu leisten“.
In Deutschland wurden im Jahr 2008 456.546 Wehrpflichtige gemustert, davon wurden 243.166 (53,3 %) für wehrdienstfähig befunden, 199.667 (43,7 %) galten als nicht wehrdienstfähig und 13.713 (3,0 %) Wehrpflichtige wurden als vorübergehend nicht wehrdienstfähig eingestuft. Im Rahmen der Aussetzung der Wehrpflicht in Deutschland ist ab 2011 auch die Musterung weggefallen.

## Heutige Situation / Länderspezifika

### Deutschland

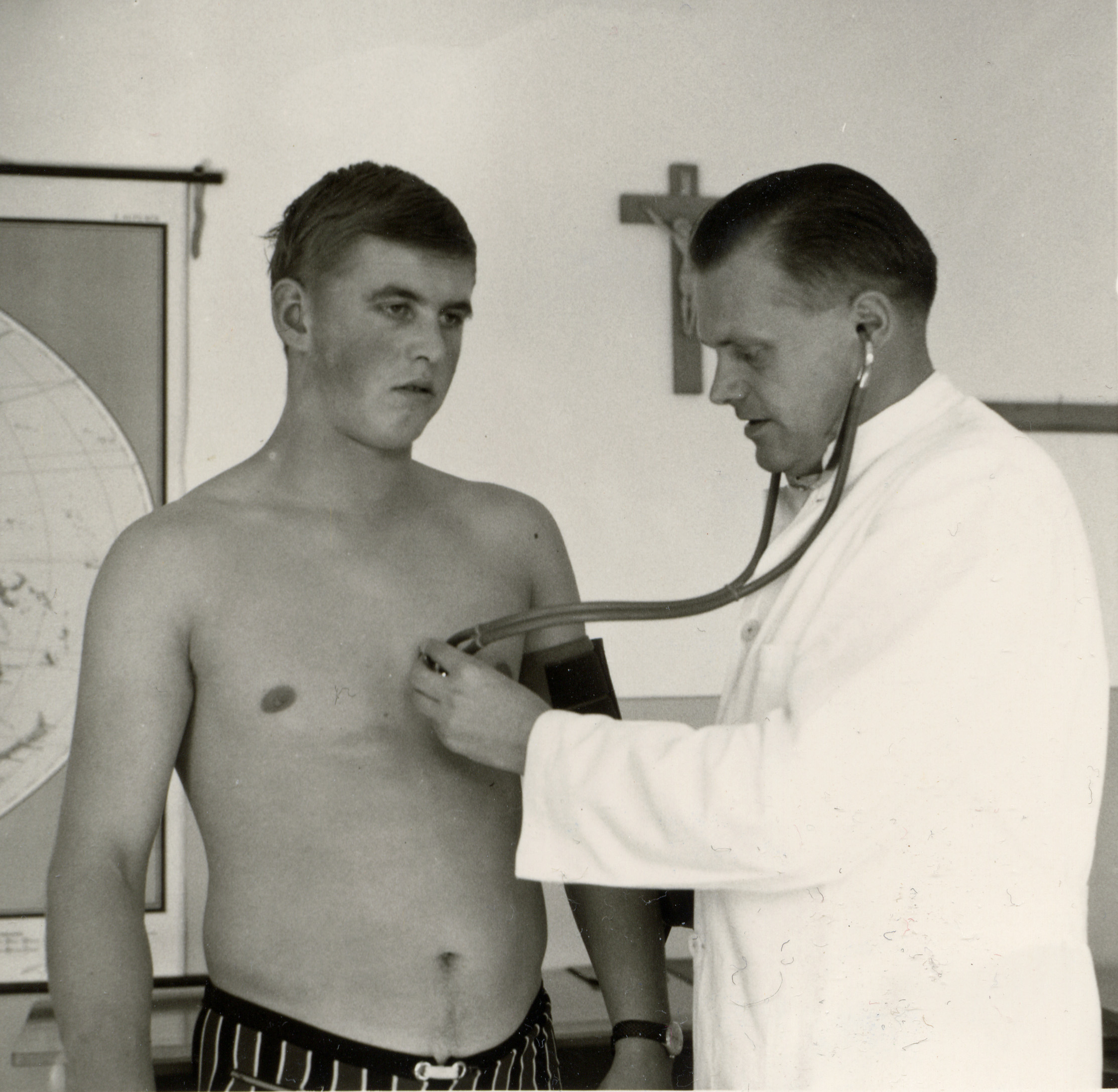
Untersuchung durch den Arzt während der Musterung im bayerischen Kempten (1968)

Während der Zeit der Wehrpflicht war die Musterung für alle männlichen Staatsangehörigen in Deutschland gesetzlich in §§ 16 ff. Wehrpflichtgesetz geregelt und wurde bei den Kreiswehrersatzämtern durchgeführt. Die Erfassung im Vorlauf einer Musterung erfolgte ein Jahr vor Vollendung des 18. Lebensjahres oder später. Dies war auch vor 1975 so, als die Volljährigkeit erst mit Vollendung des 21. eintrat.
Für die Einstufung des Wehrpflichtigen waren durch entsprechende Richtlinien (Zentralen Dienstvorschriften (ZDv)) ein Rahmen festgelegt, nach dem die körperlichen Mängel klassifiziert waren, so dass je nach deren Erheblichkeit ein entsprechender Tauglichkeitsgrad vergeben wurde. Auch über die Verwendbarkeit, also die Fähigkeiten und Kenntnisse, die einen Wehrpflichtigen für besondere Tätigkeiten besonders befähigten, wurde entschieden. Im Rahmen der Musterung wurde auch über so genannte Wehrdienstausnahmen entschieden. Nicht jeder Wehrpflichtige wurde sofort zum Wehrdienst herangezogen. In vielen Fällen wurde eine Zurückstellung gewährt, z. B. beim Besuch einer Schule oder für die Zeit einer Ausbildung. Unterschiedliche Gründe konnten auch zu einer Befreiung vom Wehrdienst führen (§ 11 WehrPflG).
Bei einigen Kreiswehrersatzämtern wurde im Anschluss an die EUF bei tauglichen Wehrpflichtigen eine computergesteuerte Vermessung durchgeführt, um die passende Uniform und andere Ausrüstungsgegenstände einzuplanen. Dazu war es nötig, eine schwarze oder zumindest sehr dunkle Unter- oder Badehose zu tragen, da ansonsten kein ausreichender Kontrast zum Hintergrund bestand und die Messung nicht möglich war. Verwendete das Kreiswehrersatzamt eine solche Anlage, wurde im Anschreiben zur Ladung auf das Mitbringen einer dunklen Hose hingewiesen.
Mit der Aussetzung der Wehrpflicht am 1. Juli 2011 ist die Musterung nur noch für Bewerber durchzuführen, die sich zur Ableistung eines Freiwilligen Wehrdienstes entscheiden. Für Frauen gelten geringere körperliche Leistungsanforderungen bei Aufnahmetest und späterer Berufsausübung.

#### Ablauf
Mit der Musterung sind Musterungsärzte betraut, die in den Karrierecentern der Bundeswehr eingesetzt sind. Der Bewerber bringt Personalausweis und soweit gewünscht Impfbuch, Allergiepass und ggf. Atteste oder andere in seinem bzw. ihrem Besitz befindliche ärztliche Dokumente mit.
Die zu musternde Person durchläuft bei der Musterung folgende Stationen:
- Personalaufnahme: Hier werden die bereits vorhandenen Daten abgeglichen und weitere Daten erhoben (Adresse, Führerschein, Ausbildung).
- Fahrgeld wird von der Zahlstelle zurückerstattet (entweder sofort in bar oder per Banküberweisung)
- Personalaufnahme im Labor: Die zu musternde Person wird gewogen, vermessen und nach Alkohol-, Zigaretten- und anderem Drogenkonsum befragt. Diese Befragung kann auch im Rahmen der ärztlichen Untersuchung durchgeführt werden. Es wird auch eine Urinprobe genommen und auf Eiweiße untersucht, die auf eine Stoffwechselkrankheit deuten könnten. Außerdem kann, sollte der Verdacht vorliegen, dass illegale Drogen konsumiert wurden (dies wird nach eigenem Ermessen der beteiligten Mitarbeiter oder durch die positive Antwort auf die entsprechende Frage nach dem Konsum illegaler Drogen festgestellt), die entsprechende Probe auf vorhandene aktive Wirkstoffe oder Abbauprodukte einer Droge (z. B. Cannabis) untersucht werden. Bei einem positiven Test erfolgt in seltenen Fällen die Ausmusterung (T5), in der Regel aber eine zweite Ladung zu einem späteren Termin.
- Seh- und Hörtest
- Puls- und Blutdruckmessung (wird nicht flächendeckend durchgeführt)
- Überprüfung der Gelenke (Motorik) sowie der Statur (Körperbau und Haltung) (unter Umständen erst bei der ärztlichen Untersuchung)
- Untersuchung durch den Arzt: Befragung zu Krankheitsgeschichte, gesundheitlicher Verfassung und Lebenswandel (Alkohol-, Tabakkonsum etc.), Kreislaufuntersuchung eventuell mit Belastungstest (in der Regel zehn Kniebeugen oder Liegestütze), Haltungsuntersuchung, Kontrolle des Skeletts auf Deformierungen, kursorische Zahnbeschau (Vorhandensein einer Zahnspange u. ä.), Lungenfunktionstest, Leistenbruchtest (durch Anlegen von zwei Fingern auf Hoden oder Leisten, um durch kurzes Husten unerkannt gebliebene frühere Leistenbrüche festzustellen), Feststellung allgemeiner äußerlicher Auffälligkeiten (Verbrennungen, Vernarbung, Ausschläge, äußerlich sichtbare Hautkrankheiten oder Tumoren etc.) sowie (nicht flächendeckend) Überprüfung der Hämorrhoiden. Sollte der Arzt bereits hier der Meinung sein, dass die zu musternde Person nicht wehrdienstfähig erscheint, entfällt die unten genannte EUF.[8]
- Eignungsuntersuchung und -feststellung: Dies ist eine Mischung aus Rechtschreibprüfungen, Mathematik, Logik, Merkfähigkeit, gegebenenfalls Technik und einem Reaktionstest. Das Ergebnis der ärztlichen Untersuchung kann Ausschlüsse beinhalten, die das Ausüben bestimmter Tätigkeiten in der Bundeswehr nicht zulassen; die EUF zielt auf die individuellen Fähigkeiten des Bewerbers ab, um diese entsprechend einsetzen zu können.
- Gespräch mit einem Musterungsbeamten: Vom Musterungsbeamten erhält der Bewerber seinen Wehrpflicht-/Musterungsbescheid. Ihm werden die rechtlichen Konsequenzen erläutert. Ebenfalls werden hier die Entscheidungen über die zuvor aufgenommenen Anträge gefällt.

Falls der Arzt weitere Untersuchungen bei Spezialisten angeordnet hat (etwa zur Überprüfung von mitgebrachten Attesten) wird der Musterungsbescheid per Post zugestellt.
Ein normaler Musterungstag, inklusive EUF, nimmt 3–6 Stunden in Anspruch. Der medizinische Teil und die EUF dauern mit Wartezeiten jeweils ungefähr 2–3 Stunden. Die Musterung im eigentlichen Sinne, d. h. der Aufenthalt im Arztzimmer und die Befragung und Untersuchung durch den Arzt, ist als sogenannte „Reihenuntersuchung“ angelegt und dauert im Regelfall nicht länger als 15 Minuten. In Ausnahmefällen kann die Tauglichkeit nicht an einem Musterungstag festgestellt werden. Der zu Musternde wird dann noch einmal einbestellt.

#### Tauglichkeitsstatistik
| Ergebnis                                        | Anzahl  | Anteil  |
| ----------------------------------------------- | ------- | ------- |
| Taugliche                                       | 192.855 | 65,4 %  |
| Eingeschränkt Taugliche                         | 90.886  | 30,8 %  |
| Vorübergehend Untaugliche                       | 4.632   | 1,6 %   |
| Dauernd Untaugliche                             | 5.794   | 2,0 %   |
| Ärztliche Untersuchung noch nicht abgeschlossen | 558     | 0,2 %   |
| Gesamt                                          | 294.725 | 100,0 % |

Die Verteilung der Einstufungen „tauglich“, „vorübergehend untauglich“ und „dauerhaft untauglich“ hat sich in den letzten Jahren der Wehrpflicht folgendermaßen entwickelt:
- 2000: 86,28 % tauglich, 3,68 % vorübergehend untauglich, 10,04 % untauglich
- 2002: 83,9 % tauglich, 3,35 % vorübergehend untauglich, 12,74 % untauglich
- 2004: 79,2 % tauglich, 2,9 % vorübergehend untauglich, 17,89 % untauglich
- 2006: 61,6 % tauglich, 9,22 % vorübergehend untauglich, 29,18 % untauglich
- 2008: 54,1 % tauglich, 2,62 % vorübergehend untauglich, 42,28 % untauglich[10]

Die Zahl der Ausmusterungen vervierfachte sich somit innerhalb von acht Jahren. Es ist jedoch zu beachten, dass nach 2004 der Tauglichkeitsgrad T3 (eingeschränkt tauglich) entfallen war und alle Personen mit diesem Grad als T5 (untauglich) deklariert wurden. In der Presse und bei den Oppositionsparteien hat dies vielfach die Kritik nach sich gezogen, dass die Musterung eher als Verfahren zum Aussortieren überschüssiger Personen eines Jahrgangs diene; indem man die Tauglichkeitskriterien immer weiter anhebe um nur noch wenige junge Männer überhaupt einzuberufen, werde die Wehrgerechtigkeit ausgehebelt.

#### Musterungsverweigerung
Als Musterungsverweigerung wird das absichtliche, wiederholte Fernbleiben von der Musterung bezeichnet. Anders als die Weigerung, einer Einberufung Folge zu leisten, war die Weigerung, einer Ladung zur Musterung zu folgen – selbst wenn sie wiederholt und offen ausgesprochen erfolgte –, keine Straftat, sondern eine Ordnungswidrigkeit. Dementsprechend wurde die Musterungsverweigerung auch nicht mit strafrechtlichen Schritten sanktioniert oder führte nicht zu Einträgen im polizeilichen Führungszeugnis des Betreffenden.
Die Kreiswehrersatzämter reagierten auf das Nichterscheinen zur Musterung bei den ersten zwei bis drei Ladungen in der Regel mit weiteren, zum Teil schärfer formulierten, Neuladungen. Erschien der zur Musterung Einbestellte darüber hinaus weiterhin nicht, wurden Bußgelder oder die zwangsweise Vorführung durch die Polizei angedroht. Rechtliche Voraussetzung für diese Maßnahmen war ein nachweisbar schuldhaftes Nichterscheinen des Musterungskandidaten.

### Österreich

Grundwehrdiener der Stellungskommission Linz bei Reinigungsarbeiten

Die Musterung wird in Österreich Stellung (früher Gestellung) genannt – mit Ausmusterung bezeichnet man den meist feierlichen Abschluss einer militärischen oder polizeilichen Ausbildung und die damit verbundene Entlassung in den Dienst, daher ist der Ausdruck „Musterung“ kaum üblich.

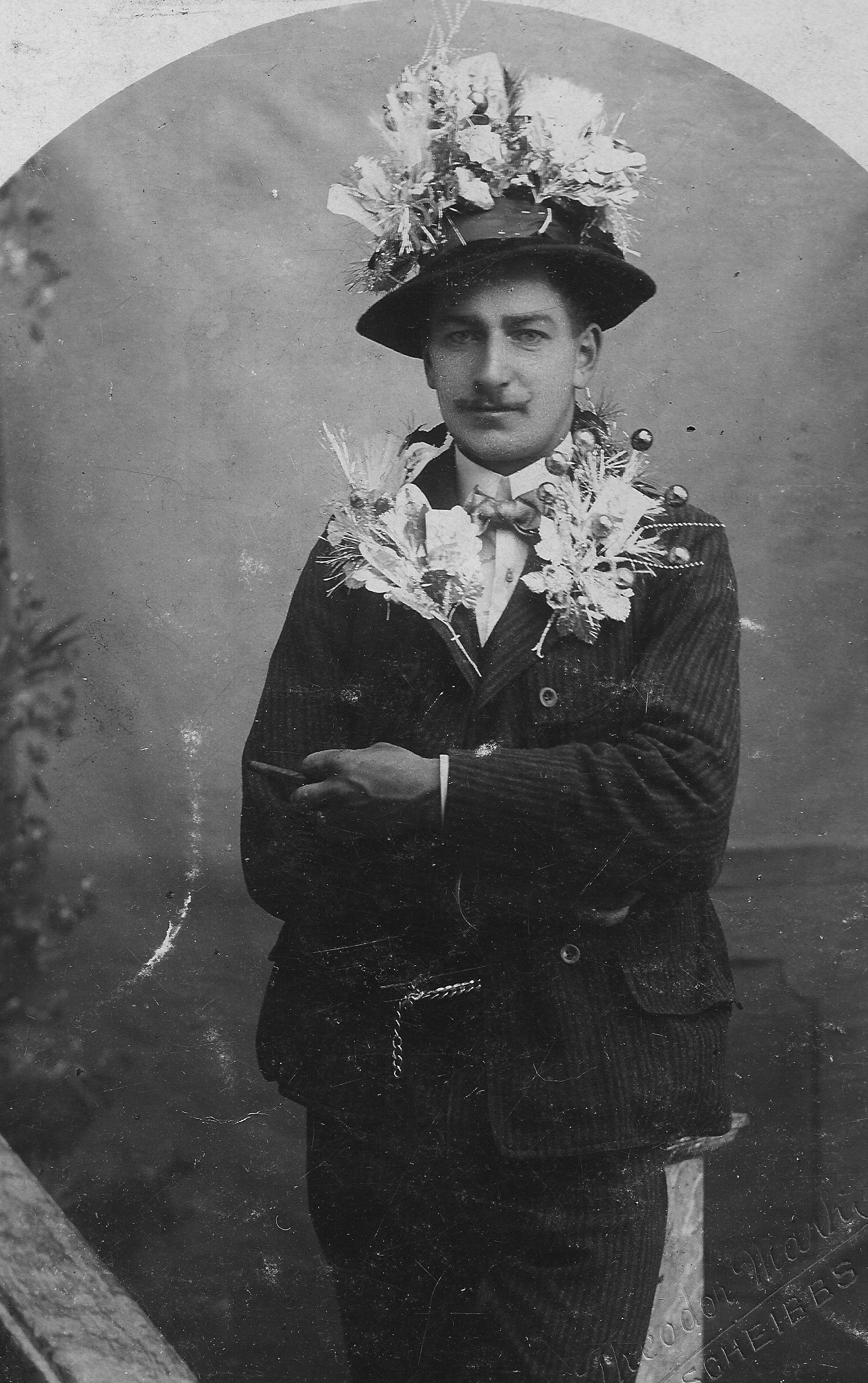
Geschmückter junger Mann bei der Musterung 1912

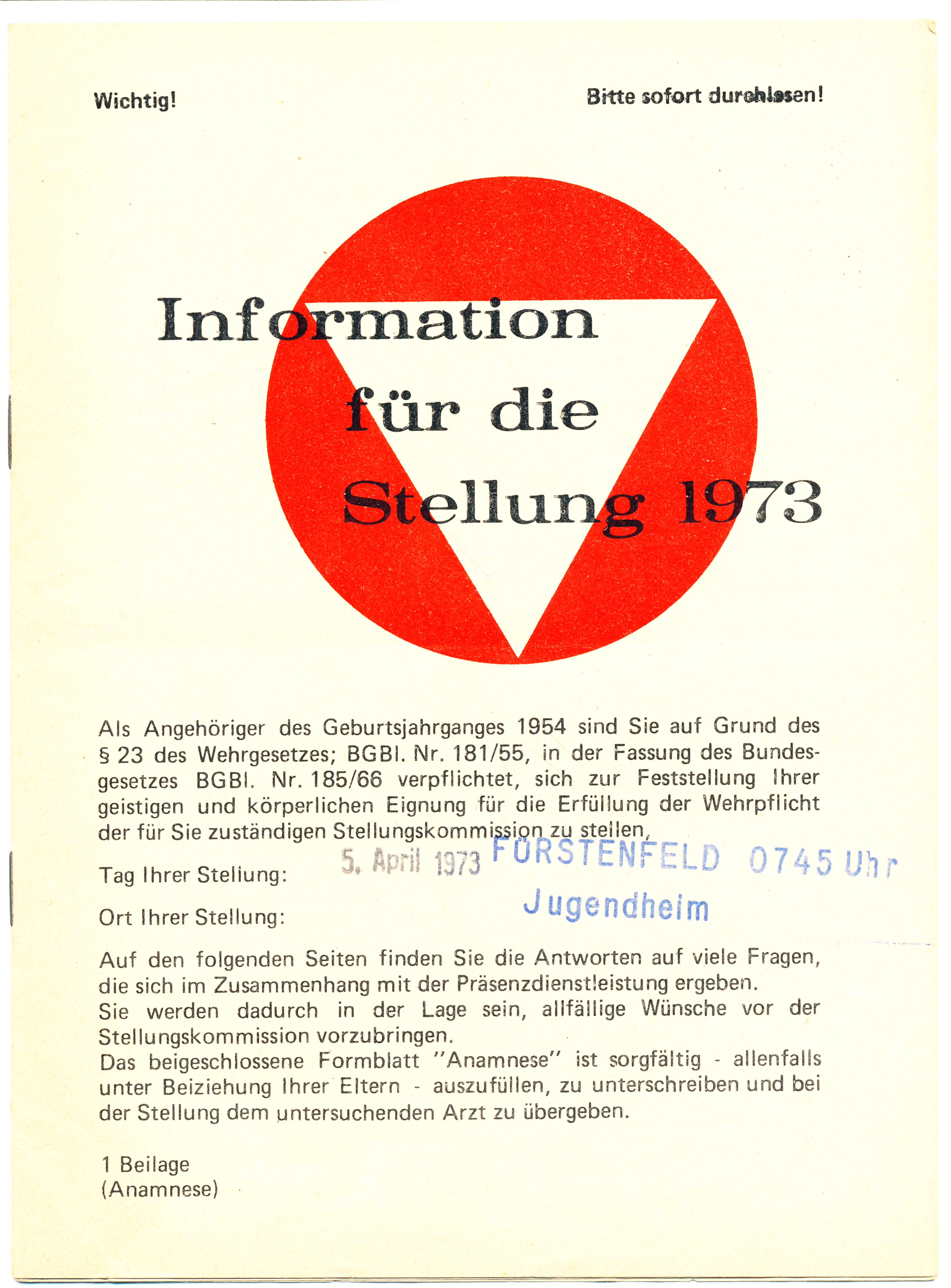
Stellung und Musterung

Sie wird von den zuständigen Stellungskommissionen durchgeführt. Diese befinden sich in Wien, Sankt Pölten, Linz, Graz, Klagenfurt und Innsbruck. Eine Stellungskommission steht unter militärischer Führung und setzt sich aus militärischem Kader, Grundwehrdienern, aber auch aus zivilen Beamten und Vertragsbediensteten zusammen. Eine Stellungskommission ist üblicherweise in Zug-Stärke besetzt. Grundwehrdiener, die in einer Stellungskommission Dienst leisten, und mit Aufgaben mit medizinischem Zusammenhang betraut werden, haben grundsätzlich vor der Verwendung eine knapp zweiwöchige Ausbildung als Ordinationsgehilfe zu absolvieren.

#### Reguläre Stellung
Jedem männlichen, österreichischen Staatsbürger, der das wehrpflichtige Alter erreicht, wird eine Stellung mittels öffentlicher Kundmachung (durch Aushang an Gemeindeämtern oder anderen öffentlichen Gebäuden) angeordnet. Zusätzlich erhält jeder Stellungspflichtige per eingeschriebenem Brief eine Aufforderung zur Stellung, in der aufgeführt ist, in welcher Stellungskommission er sich wann einzufinden hat. Ebenso wird ein Bundesheerfahrausweis mitgesendet, der es dem Stellungspflichtigen ermöglicht, kostenlos mit öffentlichen Verkehrsmitteln anzureisen. Wird dieser Ausweis nicht in Anspruch genommen, so wird ein aliquotes Kilometergeld ausbezahlt.
In Österreich herrscht grundsätzlich Stellungspflicht, das heißt, der Stellungspflichtige hat der Aufforderung zur Stellung nachzukommen. Tut er dies nicht, so wird er zuerst zu einer Nachstellung aufgefordert. Kommt er dieser Aufforderung nicht nach, so kann er auch zwangsweise vorgeführt werden. Kann ein Stellungspflichtiger schon am Anfang des ersten Stellungstages medizinische Gutachten beibringen, die seine Untauglichkeit eindeutig belegen, so wird der Stellungspflichtige in einem verkürzten Verfahren als untauglich ermittelt. In besonderen Fällen, wie etwa bei körperlicher oder geistiger Beeinträchtigung kann auch eine Stellung in Abwesenheit durchgeführt werden, es wird hierbei anhand der vorgelegten bzw. eingeschickten amtsärztlichen Befunde die Untauglichkeit beschlossen, der Stellungspflichtige muss selbst nicht erscheinen und erhält den Stellungsbeschluss per RSb-Brief zugestellt.

##### Ablauf
Der reguläre Stellungsablauf dauert in der Regel 1½ Tage. Am Anfang des ersten Tages, ab etwa 7 Uhr morgens, wird festgestellt, welche Stellungspflichtigen tatsächlich erschienen sind. Die erschienenen Stellungspflichtigen werden weiters mit einem Spindschlüssel, Hausschuhen und kurzen Hosen (in weißer, grüner oder schwarzer Farbe, abhängig vom Wochentag) ausgestattet, und in zwei Gruppen eingeteilt.
Die Untersuchungen am ersten Tag unterteilen sich in die medizinische und die psychologische Untersuchung. Am Vormittag führt dabei die erste Gruppe den medizinischen Teil durch, während die zweite Gruppe die psychologische Untersuchung in Form der Computerunterstützten Testung (CUT) durchführt. Am Nachmittag wechseln dann die Gruppen. Ziel der Untersuchungen des ersten Tages ist es, medizinische und psychologische Basisdaten für die am zweiten Tag folgende medizinische Hauptuntersuchung zu sammeln.
Am ersten Tag wird Folgendes durchgeführt:
- Untersuchung des Bluts
  - Blutwerte: Temperatur, Blutsenkung, Blutzucker, Kreatinin, Harnsäure, Leberwerte (Bilirubin, ALAT, ASAT, γ-GT), LDH, Cholesterin, Triglyceride, jedoch kein HIV-Test
  - Blutbild: Leukozyten, Erythrozyten, Hämoglobin, Hämatokrit, Thrombozyten, MCV, MCH, MCHC
- Untersuchung des Urin (Eiweiß, Blut, Glucose, Nitrit, Urobilinogen, Harn-Sediment jedoch kein Drogentest; dieser kann jedoch von einem der Ärzte oder einem Psychologen auf Verdacht hin angeordnet werden)
- Körpermessung: Größe, Gewicht, BMI, Femurkondylenbreite, Taille, Brust, Kopfweite, Schuhgröße
- Röntgen der Lunge
- Spirometrie: Feststellung des Lungenvolumens und dessen Relation zu den Körpermaßen (TIFF-FEV1, Vitalkapazität, MEF(50))
- Isometrie: Feststellung der Kraft des Handgriffs, der Armbeugung, der Kniestreckung und eines zusammenfassenden Muskelfaktors
- Ruhe-EKG: (Puls, Blutdruck wird mittels Riva-Rocci auf beiden Armen gemessen)
- eventuell Belastungs-EKG (wird vom Arzt entschieden)
- Audiometrie: Feststellung des Zustandes des Gehörs im Bereich von 500–6000 Hz
- Feststellung des Sehvermögens: Dunkelsehen, Farbsehen, Stereosehen
- Computerunterstützte psychologische Testung: Allgemeine Begabung, Geschwindigkeit, technisches Verständnis, Genauigkeit
- Aufnahme der persönlichen Daten wie Wohnort, Schulbildung, Religionszugehörigkeit, frühere Staatsbürgerschaften, Sprachkenntnisse, Beherrschung von Musikinstrumenten sowie Freude am Kochen

In Fällen wie unklaren Befunden in Sachen Audiometrie, EKG oder bei möglichen Sehschwächen werden die betroffenen Stellungspflichtigen von einem jeweiligen Facharzt noch am Nachmittag des ersten, bzw. in der Früh des zweiten Tages untersucht und die Befunde an die Stellungskommission übermittelt. Stellungspflichtige, die bei der CUT ein Ergebnis unter einem bestimmten Niveau erreichen, müssen zusätzlich noch ein Einzelgespräch mit einem Psychologen absolvieren. Das Vortäuschen von nur geringen Kenntnissen und Fähigkeiten beim Test am Computer hat übrigens keinen direkten Einfluss auf die Tauglichkeit, sondern wirkt sich lediglich in der automatischen Ermittlung der Verwendungszwecke aus (Abgleich Ist-Profil / Soll-Profil).
Der erste Stellungstag endet üblicherweise etwa um 15 Uhr nach der Vorführung von Werbe- bzw. Informationsfilmen zu den Kräften für internationale Operationen (KIOP) und den Waffengattungen des Österreichischen Bundesheers.
Am zweiten Tag werden die Stellungspflichtigen von eigenen Ärzten (in der Regel Vertragsärzte) untersucht. Dabei werden sowohl die am Vortag festgestellten Daten als auch eventuell vom Stellungspflichtigen beigebrachte Befunde und ärztliche Bestätigungen berücksichtigt sowie weitere Untersuchungen durchgeführt. Auf dieser Basis entscheidet der Arzt, ob der Stellungspflichtige tauglich, vorübergehend untauglich, untauglich oder vom Beschluss ausgesetzt ist. Vorübergehend untaugliche Stellungspflichtige werden später im Rahmen eines Kurzstellungsverfahrens erneut auf ihre Tauglichkeit überprüft. Stellungspflichtige, bei denen der Beschluss ausgesetzt wurde, werden zu einem Facharzt überwiesen, wobei sich der Stellungspflichtige selbst um einen Termin kümmern muss. Diese Untersuchung beim Facharzt muss innerhalb von 4 Wochen geschehen. Dies geschieht vor allem in Fällen, wo die dem Untersuchungsarzt vorliegenden Befunde unklar und/oder zweifelhaft sind. Die Kosten für die Untersuchung selbst werden von der Stellungskommission selbst getragen.
Die Tauglichkeit wird mit Wertungsziffern angegeben, wobei 9 die höchste Ziffer („uneingeschränkt tauglich“) und 0 die niedrigste Ziffer („untauglich“) darstellt. Die Ziffern 4 bis 2 bezeichnen eine eingeschränkte Tauglichkeit (verbunden mit einem Ausnahmeprofil, eine Liste von Empfehlungen für Befreiungen an den Truppenarzt, sollte der Stellungspflichtige in Zukunft einrücken), und die Stufe 1 bezeichnet vorübergehende Untauglichkeit. Vom Beschluss ausgesetzten Stellungspflichtigen wird keine Wertungsziffer zugewiesen, da diese erst nach den weiteren Untersuchungen bestimmt werden kann. Wertungsziffern von 4 oder niedriger müssen zusätzlich noch vom leitenden Arzt der Stellungskommission abgezeichnet werden.
Ebenfalls am zweiten Tag werden allfällige administratorische Tätigkeiten durchgeführt, wie etwa die Ausgabe der Fahrscheine oder Ausbezahlung des Kilometergeldes, oder die Einzelberatung zu den Karrieremöglichkeiten im Österreichischen Bundesheer.
Sind die medizinischen Untersuchungen abgeschlossen, so wird dem Stellungspflichtigen das Stellungsergebnis vom Leiter der Stellungskommission mitgeteilt. Hier kann auch eine eventuelle Zivildiensterklärung übergeben werden. Die Möglichkeit, eine derartige Erklärung abzugeben, besteht jedoch grundsätzlich bis 2 Tage vor Erhalt (Übernahme) eines Einberufungsbefehles. Mit der Unterschrift von Leiter und Stellungspflichtigem auf dem Stellungsbescheid erlangt das Stellungsergebnis Gültigkeit. Damit ist die Stellung beendet, und das ermittelte Ergebnis wird an die zuständige Ergänzungsabteilung weitergeleitet.
Beim Verlassen der Stellungskommission wird dem Stellungspflichtigen noch ein Paket mit Werbegeschenken (Autozeitschrift, Energy-Drink, Nassrasierzubehör) überreicht. Für die Heimfahrt wird dem Stellungspflichtigen wie schon bei der Anreise eine Fahrkarte oder, wenn gewünscht (z. B. bei Anreise mit dem eigenen Auto), ein aliquotes Kilometergeld ausbezahlt.

#### Kurzstellung
Wurde ein Stellungspflichtiger als „vorübergehend untauglich“ eingestuft, so wird die endgültige Tauglichkeit in einem späteren Verfahren, einer so genannten Kurzstellung, festgestellt. Dies geschieht, wenn der Stellungspflichtige bei der ersten Stellung z. B. verletzt oder krank ist, und die Heilung voraussichtlich länger dauern wird. Der Stellungspflichtige erhält nach einer bestimmten Zeit (maximal zwei Jahre) wiederum einen Stellungsbefehl. Die damit verbundenen Untersuchungen sind jedoch rasch durchgeführt, da in der Regel lediglich vom Stellungspflichtigen beigebrachte oder der Stellungskommission vorliegende Befunde von einem Arzt begutachtet werden. Zu beachten ist, dass auch das Ergebnis einer Kurzstellung wieder „vorübergehend untauglich“ sein kann. Die endgültige Feststellung der Tauglichkeit kann sich, etwa bei langwierigen Heilungsprozessen, also in die Länge ziehen.
Darüber hinaus hat jeder Wehrpflichtige, wenn sich sein Gesundheitszustand wesentlich ändert, Anrecht auf eine erneute Stellung. Personen, die eine Zivildiensterklärung abgegeben haben, steht dieses Recht jedoch nicht mehr zu.

#### Ausbildungsdienst-Stellung
Personen, die sich freiwillig zum Österreichischen Bundesheer melden, werden vor dem Einrücken auf Tauglichkeit geprüft. Derartige Überprüfungen finden in einer der Stellungskommissionen statt, wobei die zu Überprüfenden von Mitarbeitern des Heerespersonalamtes begleitet werden. Es werden in etwa die gleichen Untersuchungen wie bei einer regulären Stellung durchgeführt, mit dem Unterschied, dass zu jedem zu Überprüfenden ein Belastungs-EKG ermittelt wird, sowie ein obligatorischer Drogentest in Form eines Urin-Teststreifens durchgeführt wird. Da an der Ausbildungsdienst-Stellung auch Frauen teilnehmen, müssen diese auch noch die CUT durchführen, welche die männlichen Teilnehmer schon bei ihrer regulären Stellung durchgeführt haben. Für Frauen gelten geringere körperliche Leistungsanforderungen bei Aufnahmetest und späterer Berufsausübung.
Das Verfahren der Ausbildungsdienst-Stellung ist im Gegensatz zur regulären Stellung beschleunigt und dauert in der Regel weniger als einen Tag. Das ermittelte Ergebnis wird nicht an die zuständige Ergänzungsabteilung, sondern an das Heerespersonalamt übermittelt.
Auch die Stellungspflichtigen zum Ausbildungsdienst erhalten ein Paket mit Werbegeschenken, wobei sich das Paket für Frauen dadurch von dem der Männer unterscheidet, dass es einen Damenrasierer statt des normalen Rasierzubehörs sowie zusätzlich noch eine Strumpfhose enthält. Das Frauenpaket enthält die gleiche Auto-Zeitschrift wie die „männlichen“ Werbegeschenkpakete.

#### Ursprung in der Zweiten Republik
Die Musterung wurde ursprünglich in den jeweiligen Bezirkshauptstädten durchgeführt, wobei jeweils die Termine so angelegt waren, dass die Stellungspflichtigen jeweils einer Gemeinde angehörten.

### Schweiz
In der Schweiz wird die Musterung als Rekrutierung bezeichnet. Seit 2007 müssen Frauen die gleichen physischen Leistungen erbringen wie Männer.

## Kritik an der Musterung
Es wird zwischen grundsätzlicher Kritik an der Institution Musterung an sich (Grundsatzkritik) und Kritik an der zu einer bestimmten Zeit in einem bestimmten Gebiet angewandten Art der Durchführung der Musterung (Durchführungskritik) unterschieden. Erstere kritisiert die unfreiwillige Begutachtung von Menschen auf ihre Verwertbarkeit als menschliche Ressourcen für die Zwecke des Militärs in ihrer Gänze als eine verwerfliche Angelegenheit. Dies beinhaltet meist auch die Forderung nach der Abschaffung unfreiwilliger Musterungen. Kritik an der Durchführungspraxis schließt die Billigung oder Befürwortung der Musterung nicht aus und fordert, die Art ihres Ablaufes oder ihrer Organisation so abzuändern, dass diese für die Betroffenen als Gruppe oder als Individuum weniger ungerecht, willkürlich oder schikanös sind. Dies kann also auch von Unterstützern der Institution der Musterung aus Politik oder dem Militär selbst kommen, da Missstände und unnötige Unannehmlichkeiten und Rücksichtslosigkeiten bei der Musterung dem Ansehen des Militärs schaden können.

### Grundsatzkritik an der Institution Musterung
Grundsatzkritik an der Institution der unfreiwilligen „Musterung“ steht meistens in engem Zusammenhang mit einer kritischen Haltung oder Ablehnung gegenüber der Wehrpflicht oder der Gesamtinstitution Militär als solcher.
Die grundsätzliche Kritik an der Musterung entzündet sich dabei in erster Linie an dem Spannungsverhältnis, in dem die Institution „Musterung“ nach Auffassung ihrer Kritiker zum Grundsatz der „Unverletzlichkeit der Menschenwürde“ steht. Die Quelle für dieses Spannungsverhältnis erblicken die Kritiker in der Regel in dem Umstand, dass militärärztliche Tauglichkeitsuntersuchungen, die aufgrund der Wehrpflicht erfolgen, auf unfreiwilliger Basis durchgeführt werden, diese Untersuchungen also einen Zwangscharakter besitzen. Hierbei wird zumeist darauf hingewiesen, dass die Praxis, Menschen zu zwingen, anderen Menschen auf unfreiwilliger Basis an ihren Körper „ranzulassen“ in jedem anderen Zusammenhang als schwerer Übergriff und sogar als Verbrechen gilt und es keinen Grund gebe, dies im Rahmen der Musterung anders zu bewerten, nur weil derjenige, von dem dieser Zwang im Rahmen der Musterung ausgeht, der Staat bzw. eine Behörde und keine Privatperson ist.
Der Zwangscharakter der unfreiwilligen Musterung wird zudem von Kritikern häufig als ein Verstoß gegen das sonst allgemein anerkannte Prinzip der freien Arztwahl (und der damit einhergehenden Option, sich nach Wunsch auch überhaupt nicht ärztlich untersuchen zu lassen) gewertet. Hieran wird insbesondere die Frage angeknüpft, ob eine unfreiwillige ärztliche Untersuchung überhaupt noch als ärztliche Untersuchung gelten kann, da ihr das für ärztliche Untersuchungen ansonsten stets als wesensbestimmend angesehene Vertrauensverhältnis zwischen Arzt und Patient fehlt. Auch wird in diesem Kontext immer wieder darauf hingewiesen, dass zwangsweise ärztliche Begutachtungen atypisch für Rechtsstaaten sind, was es abseits der Musterung nur im Rahmen von zwangsweisen Leibesvisitationen im Rahmen des Strafvollzugswesens und (theoretisch) in der Seuchenbekämpfung gibt. Daran knüpfen Kritiker die Schlussfolgerung, dass die Institution der zwangsweisen Musterung nicht zum Konzept eines Rechtsstaates passe.
Nicht selten wird von Musterungs-Kritikern auch darauf verwiesen, dass der Status des (unfreiwillig) Begutachteten, den der Musterungskandidat bei unfreiwilligen Musterungen einnimmt, diesen von einem Subjekt zu einem Objekt, von einem Menschen zu einem „Ding“ degradiert. Die standardisierte Untersuchungsprozedur und die – theoretisch – feste Verknüpfung bestimmter Eindrücke und/oder Feststellungen durch den die Untersuchung durchführenden Arzt mit einer bestimmten Tauglichkeitsentscheidung, d. h. das Prinzip, dass die mit der Durchführung der Musterung beauftragten Militärärzte das Feststellen bestimmter körperlicher Eigenschaften/Eigenschaftskombinationen und Befunde mechanischen Zuordnung automatisch mit der Zuteilung eines bestimmten Urteils (tauglich/untauglich) beziehungsweise eines bestimmten Tauglichkeitsgrades (bzw. einer bestimmten Einstufungsziffer) quittieren, wird überdies häufig als eine Missachtung der menschlichen Individualität aufgefasst.  Zum Beispiel das Verhältnis Körpergröße zu Gewicht, der Blutdruck, die Sehstärke etc. in Form einer durch einheitliche Bewertungsrichtlinien und Vorgaben. Diese besagen, dass das Vorliegen/Festgestellt-Werden von Gegebenheit x mit Maßnahme/Entscheidung y zu sanktionieren ist. Also ein bestimmtes Problem in dem entsprechenden Bereich des Bewertungsbogens mit einer bestimmten Fehlerziffer bzw. das Nicht-Vorliegen eines bestimmten Problems mit einer Positivziffer zu vermerken ist. Menschen würden so aufgrund von äußerlichen Kriterien künstlich gleichgesetzt, „als ob sie identische Maschinenteile einer Bauart“ seien. Befürworter der Musterung halten dieser Kritik wiederum entgegen, dass eine „Schematisierung“ oder Gleichsetzung der Gemusterten unumgänglich sei, um die Institution vor dem Vorwurf der Willkür zu bewahren und um dem Gleichheitsgrundsatz genüge zu tun.
Die allgemeine Kritik an der Musterung deckt sich mit der allgemein an militärischen Strukturen geübten Kritik: Die Einschränkung der individuellen Freiheit und der Entfaltung des Einzelnen sowie die „Abfertigung“ des Musterungskandidaten nach einer festen Prozedur werden als eine Reduktion des Gemusterten vom Menschen zum Objekt bewertet. Der Mensch werde so zum Verfügungsgegenstand anderer gemacht. So wird die Musterung mitunter auch mit der Begutachtung von Industriegütern verglichen. Umstritten sind von den Kritikern immer wieder angestellte Vergleiche, die die Musterung mit Begriffen wie „Fleischbeschau“, „Pferdemarkt“, „Menschenmaterialbegutachtung“ oder „TÜV“ als eine vermeintlich menschenverachtende Institution kennzeichnen.
Eine vor allem in gesellschaftskritischen und literarischen – aber auch sonstigen künstlerischen – Annäherungen an das Phänomen Musterung häufig anzutreffende Auffassung ist die Bewertung der (Zwangs-)Musterung als einer existentiellen Verfehlung: Einer Sünde gegen den Mitmenschen (bzw. gegen das Leben an sich), derer sich die politischen/militärischen Machthaber, die dafür verantwortlich sind, dass die Institution der unfreiwilligen Musterung überhaupt existiert, sowie die Personen, die die praktische Durchführung von unfreiwilligen Musterungen im Auftrag der Machthaber als berufliche Aufgabe übernehmen, schuldig machen. Typische Elemente von derartigen Kritiken an der Musterung sind:
- Die Identifizierung der Musterung als einer in sich selbst (bzw. aus sich selbst heraus) verwerflichen Institution, die die natürlichen zwischenmenschlichen Beziehungen durch die Art, wie sie die an ihr beteiligten bzw. von ihr betroffenen Personen in Beziehung zueinander stellt, pervertiert, indem sie eine Gruppe von Menschen (die Musterlinge) zu entmündigten und hilflosen Verfügungsobjekten einer zweiten Gruppe von Menschen (des Musterungspersonals) oder auch eines – in kafkaesker Weise als eine unpersönliche, gesichts- und seelenlose Maschine wahrgenommenen – Verwaltungsapparates degradiert, der Menschen in lebensfeindlicher Weise nach einem bestimmten Schema erfasst, an sich zieht und verarbeitet.
- Die Degradierung der Musterungsopfer von lebendigen Wesen zu „lebendigen toten Gegenständen“, die in kalt-empathieloser Weise auf ihren Materialzustand und ihre Verwertbarkeit für bestimmte Zwecke besichtigt (und zugleich auf ihren Zweckcharakter in dieser Hinsicht reduziert) werden.
- Die Negierung des Status des einzelnen Musterungskandidaten als einem empfindsamen Individuum durch seine Behandlung als einem von beliebig vielen identisch-austauschbaren Objekten einer bestimmten Sorte, die dementsprechend nicht individuell behandelt, sondern im Fließbandverfahren nach dem immer gleichen Schema abgefertigt und nach einem einheitlichen System eingestuft, klassifiziert und etikettiert werden.

Die Musterung wird hierbei also eine ontologische Verwerfung angesehen, derer sich der moderne technokratische Verwaltungsstaat schuldig macht, indem er das wahre Wesen des Menschen und seine inneren Bedürfnisse zugunsten der starren Anwendung und Umsetzung von abstrakten Verwaltungsvorschriften und Richtlinien missachtet. Die Musterung wird als ein Angriff auf die seelische Integrität des Menschen begriffen, da sie ihn um des Selbstzweckes der Befriedigung des bürokratischen Prinzips, eine unhinterfragte, von „oben“ festgelegte, künstliche Struktur in einheitlich-unterschiedloser Weise umzusetzen, einer Situation unterwirft, die seiner Natur und seinem Wesen zuwider ist und ihn damit von sich selbst entfremdet und entwürdigt.
Eng mit diesen Deutungen verbunden ist das in entsprechenden Deutungen routinemäßig anzutreffende Bild vom Musterungslokal – d. h. dem Schauplatz dieses Übergriffs auf die Seele des Einzelnen und auf das Leben an sich – als einem Realität gewordenen locus horribilis, einem Alptraumort, an dem Menschen ins Unglück gestürzt und innerlich beschädigt (oder gar zerstört) werden, sowie die Wahrnehmung des Musterungspersonals, speziell der Musterungsärzte, als menschgewordenen Verkörperungen der Unmenschlichkeit: Als kaltherzigen Kreaturen, die ihre „Opfer“ während der Begutachtung in ungerührt, apathisch-teilnahmsloser und rücksichtsloser Weise abfertigen – oder sie mitunter auch gezielt in sadistischer Weise demütigen und quälen – um sie schließlich mit ihrem Urteil („tauglich“) erbarmungslos-mitleidlos zu einem Schicksal des Leides (in Kriegsszenarien: dem Zwang in die Hölle des Krieges ziehen zu müssen; in Friedensszenarien, dem Entzug der Freiheit und dem Zwang auf eine Weise leben zu müssen, die als unglücklichmachend und lebensqualitätsbeeinträchtigend empfunden wird) zu verurteilen.
Große Verbreitung haben derartige Blickweisen auf die Institution Musterung seit dem Ersten Weltkrieg gefunden, während dessen die Militärbehörden dafür verantwortlich waren, in industriellem Maßstab viele Millionen Menschen auf Grundlage der Musterung zwangsweise auszuheben und dem Kämpfen (und Sterben) auf den Schlachtfeldern Europas zuzuführen:
So beschrieb der Schriftsteller Kurt Tucholsky den Typus des Musterungsarztes als einen „Hausknecht des Krieges“, einen „Zuhälter des Todes, der sich Arzt nannte“, der als „Auftreiber in Diensten der Kanonenfutterzentrale“ (d. h. des Musterungsamtes) sich der Aufgabe verschrieben habe, Menschen in „ein paar hunderttausend Liter Blut, zum Schmieren der Kriegsmaschine“ zu verwandeln. Durch ihre Bereitschaft hieran mitzuwirken seien die betreffenden Ärzte von ihrer eigentlichen Aufgabe, Feinde der Krankheiten und des Todes zu sein, zu Feinden des Lebens, also zum Gegenteil dessen was ihr Berufsstand eigentlich sein sollte, geworden. Der österreichische Essayist Alfred Polgar zeichnete zur selben Zeit in gleicher Weise das Bild von den Musterungsärzten als Bluthunden, die dem Sterben auf den Schlachtfeldern den Nachschub „apportiert“ hätten: So beschrieb er in seinem Aufsatz Der Teisinger den Rekrutierungsbeamten Teisinger als einen Menschenjäger, einen „stumpfen, urteilslosen, fleißigen Gehilfen in der Großmetzgerei des Krieges“, der während der Jahre 1917 und 1918 – begleitet von einem Militärarzt als seinem „gut abgerichteten Jagdhund“ – auf die „Pirsch“ nach Opfern gegangen sei, die er als menschlichen Nachschub in den Schlund des Krieges geworfen habe: Als dienstbeflissener Gehorsamsmensch habe er das „rudelweise vor ihn getriebenen schlotternden“ Menschenmaterial, unbeeindruckt von dem ihm entgegenschlagenden „Dunst von Seelenqual, Schweiß und Todesangst“ mitleidlos ins Verderben geschickt habe, indem er Versuche die Ausmusterung zu erlangen, erbarmungslos abgeschlagen und als „Unheilland“ „die Lahmen aufstehen und (in die Schützengräben) gehen“ habe lassen, „die Blinden (den Einrückungsbefehl) sehen“ habe lassen und „die Tauben (ihr Todesurteil) hörend“ gemacht habe. Der Literaturkritiker Marcel Reich-Ranicki, ein Überlebender des Warschauer Ghettos, stellte eine mehrbändige Sammlung von Aufsätzen Polgars, die er 1983 herausgab, aufgrund der großen Zahl von Beiträgen Polgars, die autoritäre Institutionen wie das Militär in kritisch-prüfender Weise besichtigen, unter dem Titel Musterung, wobei Reich-Ranicki – in Rückschau auf seine eigene Biographie in der ersten Hälfte des 20. Jahrhunderts – die „herzlosen Militärärzte“, als den Ermöglichern des Krieges, als einen von mehreren Urtypen der Unmenschlichkeit herausstellte, welche Polgar dem Leser in seinem Werk eindringlich vorzuführen versuche, um ihm begreifbar zu machen, vor welchen Sorten von Mensch er sich hüten sollte, da sie durch ihre fatale Wirksamkeit dafür verantwortlich gewesen seien, einem ganzen Zeitalter sein leidvolles Gepräge aufzudrücken und dies durchaus wieder tun könnten.
Auch im englischsprachigen Raum finden sich derartige Sichtweisen auf die Institution Musterung seit dem 20. Jahrhundert in großer Zahl: So ließ der Country-Sänger Johnny Cash die quälende Erinnerung an seine eigene Musterung zur Zeit des Koreakrieges in seinen Song The Man Comes Around einfließen, in dem er mit den Zeilen „There's man goin' 'round takin' names./ An' he decides who to free and who to blame“ auf die als bedrückend und verstörend empfundene Entscheidungsmacht der Musterungsärzte anspielte, entscheiden zu dürfen, wer (zu Kriegszeiten) unfreiwillig an die Front geschickt wird und wer nicht bzw. wer (im Frieden) seine Freiheit weggenommen bekommt und zum Militär einrücken muss (und dort ein unglückliches Dasein fristen muss) und wer hiervon verschont bleibt.

### Kritik an der deutschen Musterungspraxis
In den letzten Jahren der aktiven Wehrpflicht war das Musterungsverfahren in der Bundesrepublik Deutschland vermehrt in Kritik geraten. Dabei wurde von Gegnern wie auch Befürwortern der Wehrpflicht vor allem Willkür und Ungerechtigkeit der Musterungsärzte bei der Entscheidung über die tauglichkeitsgradmäßige Verwendungsfähigkeit der Musterungskandidaten moniert. So war die Ausmusterungsquote infolge von sinkendem Personalbedarf der Bundeswehr von 12 % der männlichen Angehörigen eines Jahrgangs (2002) auf über 43 % (2008) gestiegen. Dies legt den Verdacht nahe, dass nicht ausschließlich objektive Dienstunfähigkeit zur Ausmusterung führte, sondern dass die Musterungsärzte willkürlich tatsächlich diensttaugliche junge Männer als „untauglich“ aussonderten, die dies real nicht waren. Es wurden also junge Männer aus nichtigen Gründen untauglich geschrieben. Anstatt Kriterien der Notwendigkeit wurden Kriterien der Beliebigkeit bei der Zumessung eines Tauglichkeitsgrades angelegt.
Vom schwedischen Menschenrechtsaktivisten Lars G. Petersson wird auch kritisiert, dass die Untersuchung des Unterleibs und der Genitalien bei Männern nicht immer von gleichgeschlechtlichen Ärzten durchgeführt wird bzw. häufig weibliches Hilfspersonal ohne Sichtschutz dabei präsent ist.

### Kritik an der österreichischen Stellung
Die Kritik an der Stellung richtet sich hauptsächlich an die Tatsache, dass die Stellung unter keinen Umständen verkürzt oder umgangen werden kann. Auch Kandidaten, die den Zivildienst anstreben, müssen das ganze Programm absolvieren, um einen Tauglichkeitsbeschluss zu erhalten. Bei dieser Argumentation wird allerdings übersehen, dass das Ergebnis der Stellung, nämlich Tauglichkeit oder Untauglichkeit, erst am Ende des Stellungsablaufs feststehen kann. So kann es vorkommen, dass sich eine vermeintlich taugliche Person als untauglich herausstellt, und so weder Wehrdienst noch Zivildienst geleistet werden muss. Die medizinischen Untersuchungen – von Kritikern der Stellung oftmals als „Zwang“ bezeichnet – ist eine durch das Wehrgesetz geregelte staatsbürgerliche Pflicht, wobei wesentlich detaillierter untersucht wird als bei einer regulären Gesundenuntersuchung. Die Pflicht zur Abgabe eine Blutprobe steht im Verfassungsrang.

## Die Institution Musterung in Dichtung und Kultur
Die wahrscheinlich berühmteste Schilderung einer Musterungssituation in der deutschsprachigen Literatur findet sich in Thomas Manns Roman Bekenntnisse des Hochstaplers Felix Krull aus dem Jahr 1909. Dort gelingt es dem Titelhelden, seine Ausmusterung zu erreichen, indem er der Musterungskommission einen epileptischen Anfall vorspielt. Weitere bekannte Musterungsszenen finden sich in dem Musical Hair von Galt MacDermot sowie in dem Roman Die Blechtrommel von Günter Grass.
Der Literaturkritiker Marcel Reich-Ranicki veröffentlichte 1982 unter dem Titel Musterung einen Band mit Zeitungsglossen aus dem Werk des österreichischen Schriftstellers Alfred Polgar.
Das Leitmotiv, nach dem die Beiträge des Bandes von Reich-Ranicki ausgewählt wurden, ist Polgars Auseinandersetzung mit dem „Unrecht, das dem kleinen Mann geschieht.“ Der Titel des Bandes ist dabei dem Umstand geschuldet, dass sich in ihm besonders viele Texte zum Thema Musterung finden, einer Institution, der Polgar wiederholt besondere „Unmenschlichkeit“ attestiert.
In dem Essay „Nr. 28“ kritisiert er beispielsweise das System, jedem Gemusterten am Ende der Musterung eine Zahl zuzuordnen als den ersten „Greuel des Krieges“. Militärärzte beschreibt er an anderer Stelle als Leute „die ein Sieb halten, in das die männliche Menschheit hineingeschüttet [und gesondert]“ wird. In der Glosse „Der Zahnarzt“ (über einen Militärarzt, der auch eine private Zahnarztpraxis betreibt) wiederum beschreibt er Militärärzte als Ärzte, für die der Patient „kein Patient [ist] sondern ein untergeordnetes Lebewesen. Eine menschenähnliche Sache“, die auf ihre Verwertbarkeit geprüft wird.

## Brauchtum
In Teilen Österreichs und Süddeutschlands gibt es die Tradition, dass nach der Musterung die sogenannten „Musterer“ offiziell vom Bürgermeister ihrer Heimatgemeinde zum Essen eingeladen werden und dabei besondere Hüte überreicht bekommen. Die überstandene Musterung wird ausgelassen gefeiert, teilweise werden anderen Dorfbewohnern Streiche gespielt.